# Oltmannsiellopsidales
Ordre
L’ordre des Oltmannsiellopsidales est un ordre d’algues vertes dans la classe des Ulvophyceae.

## Liste des familles
Selon AlgaeBase (31 janvier 2020), Catalogue of Life (31 janvier 2020), NCBI (31 janvier 2020) et World Register of Marine Species (31 janvier 2020) :
- famille des Oltmannsiellopsidaceae (en) T.Nakayama, S.Watanabe & I.Inouye, 1996